# Villasimius
Villasimius – miejscowość i gmina we Włoszech, w regionie Sardynia, w prowincji Sud Sardegna.
Według danych na rok 2021 gminę zamieszkiwały 3688 osoby, 63,62 os./km². Graniczy z Castiadas, Maracalagonis i Sinnai.